# Брутальний Футбол
«Брутальний Футбол» — українське інформаційне агентство футбольного спрямування. Станом на 2025 рік «БФ» включає в себе сайт, сторінки в соцмережах Instagram та Facebook, а також канали на платформі YouTube та в месенджері Telegram. Загальна кількість підписників у всіх соцмережах становить понад 165 тисяч.

## Історія

### Заснування і концепція
«БФ» заснували в лютому 2012 року як експериментальний інформаційний майданчик колишні журналісти «Футбол 24» Северин Стецюк та Андрій Думич, а також кілька однодумців. Перші кілька місяців видання існувало у формі пабліка в мережі VK, до його контенту входили меми та анекдоти. Кілька тижнів існувала також тестова версія сайту зі статтями аналітичного типу. За словами Думича, основною концепцією видання мала бути повна відсутність цензури в обговоренні футболу, зокрема допускалося вживання ненормативної лексики. Символом проєкту стало зображення гравця «Баварії» Марка ван Боммела з образливим жестом, який він показав після голу у ворота мадридського «Реалу» в лютому 2007 року.
За словами керівників проєкту, концепцією «Брутального Футболу» є надання можливості фанатам усіх клубів України висловити точку зору з приводу новин чи подій в українському та світовому футболі. Тому авторами мемів та текстових матеріалів часто виступають звичайні вболівальники.

### Сайт і соцмережі
В червні 2012 напередодні Чемпіонату Європи було запущено повноцінний сайт «БФ». Основними матеріалами на сайті були репортажі, прогнози/огляди матчів та дайджест мемів. Під час Євро відвідуваність сайту сягала 2,5-3 тис. унікальних відвідувачів на добу. Після Євро паблік перетворився з інформативно-гумористичного на сатирично-провокаційний, згодом обидві концепції поєдналися. Було розпочато щомісячний конкурс на найкращий мем, в якому розігрувалися фірмові футболки, а з 2013 року — ще й конкурс «Міс БФ», в якому читачі визначали «найкрасивішу футбольну вболівальницю України».
В червні 2014 на якийсь час сайт припинив роботу, видання перейшло в соцмережі. В липні адміністрація VK видалила паблік «БФ» із пошуку, повернувши його в жовтні того ж року. Наприкінці року «БФ» запустив оновлену версію сайту, відвідуваність якої одразу набрала до 10 тис. унікальних відвідувачів за добу. З'явилися нові рубрики (на кшталт «Культурний футбол»), а також свій штат кореспондентів, що безпосередньо висвітлювали футбольні події в Україні. В серпні 2015 року відвідуваність сайту сягала 18 тис. унікальних відвідувачів на добу.
2016 року стартував конкурс «Батл-Ліга», в якому учасники, поділені на команди, прогнозують результати матчів. Учасниками першого конкурсу стали зокрема редакції каналу «Футбол» та програми «ПроФутбол», а також футболісти Максим Калиниченко, Максим Білий, Ігор Литовка, Владлен Юрченко.
До блокування VK в Україні в травні 2017 сторінка «Брутального Футболу» у цій соцмережі була найбільшим україномовним пабліком на спортивну тематику. Наприкінці 2017 року з'явився канал «БФ» у месенджері Telegram. В цей же час на сторінці БФ у Instagram розпочалася благодійна акція "Аукціон від БФ", в рамках якої на лот виставляли оригінальні футболки відомих гравців, попередньо надіслані до редакції. Зібрані кошти йшли на лікування хворих дітей, інформацію про яких було опубліковано заздалегідь. Зокрема, було продано футболки Антунеша, Євгенія Макаренка, Тараса Степаненка, Артема Федецького, Артема Кравця та Сергія Сидорчука.
З боку підписників «БФ» у соцмережах нерідко з'являються авторські коментарі українських футболістів та журналістів.

### Youtube-канал
Навесні 2021 «Брутальний Футбол» запустив YouTube-проєкт «Сам на Сам», в якому ведучі Северин Стецюк та Василь Максимів беруть інтерв'ю у відомих людей, пов'язаних із футболом. В листопаді на каналі стартував документальний серіал «Нефутболіст» про аматорську футбольну команду з села Довгий Войнилів, гравцем якої став журналіст «БФ» Василь Максимів.
В серпні 2023 року проєкт «Нефутболіст» знайшов продовження в селі Добряни Стрийського району Львівської області, де «Брутальний Футбол» взявся за відновлення місцевої команди «Січ». «БФ» провів відбір футболістів, яким керували Михайло Басараб і Юрій Вірт, а головним тренером команди став Максим Фещук. В листопаді 2024 Василь Максимів покинув проєкт, а серіал змінив назву на «Січ Добряни».

## Скандали
В жовтні 2016 року розгорівся конфлікт між редакцією «БФ» і дружиною гравця київського «Динамо» Олександра Гладкого Марією. Приводом стали меми, що висміювали гру Олександра. У відповідь Марія Гладка звернулась до адміністрації пабліка з погрозами і образами. Зі свого боку «БФ» став висміювати образи на свою адресу і інформація про конфлікт поширилася в ЗМІ.